# Nun-gil
Nun-gil (눈길?, lett. "La strada innevata"; titolo internazionale Snowy Road) è una miniserie televisiva sudcoreana trasmessa su KBS1 il 28 febbraio e il 1º marzo 2015 in due puntate. In seguito fu montata in un film da 122 minuti per essere proiettata a vari festival internazionali e distribuita nelle sale il 1º marzo 2017, nel giorno dell'anniversario del movimento del 1º marzo del 1919.
Ambientata durante l'occupazione giapponese della Corea, la miniserie narra la storia di due ragazze adolescenti di diversa estrazione sociale che vengono rapite dai soldati giapponesi per diventare donne di conforto. 

## Personaggi
- Choi Jong-boon, interpretata da Kim Hyang-gi (da giovane) e Kim Young-ok (da vecchia)
- Kang Young-ae, interpretata da Kim Sae-ron
- Jang Eun-soo, interpretata da Cho Soo-hyang
- Madre di Choi Jong-boon, interpretata da Jang Young-nam
- Kang Young-joo, interpretato da Seo Young-joo
- Yoon Ok, interpretata da Lee Seung-yeon
- Choi Jong-gil, interpretato da Jang Dae-woong
- Madre di Kang Young-ae, interpretata da Lee Kan-hee
- Professore di Kang Young-ae, interpretato da Seo Jin-won
- Ayako, interpretata da Lee Joo-woo
- Mama-san, interpretata da Kim Mi-hyang
- Choi Dae-chul (cameo)

## Ascolti
| Episodio | Data di trasmissione | Dati AGB            |
| Episodio | Data di trasmissione | A livello nazionale |
| -------- | -------------------- | ------------------- |
| 1        | 28 febbraio 2015     | 5,4%                |
| 2        | 1º marzo 2015        | 5,0%                |
| Media    | Media                | 5,2%                |

## Riconoscimenti
| Anno | Premio                                               | Categoria                                                      | Ricevente     | Risultato       |
| ---- | ---------------------------------------------------- | -------------------------------------------------------------- | ------------- | --------------- |
| 2015 | Prix Italia                                          | Film TV e miniserie                                            | Nun-gil       | Vincitore/trice |
| 2015 | KBS Drama Awards                                     | Miglior giovane attrice                                        | Kim Hyang-gi  | Vincitore/trice |
| 2015 | KBS Drama Awards                                     | Miglior giovane attrice                                        | Kim Sae-ron   | Candidato/a     |
| 2015 | KBS Drama Awards                                     | Miglior attrice in un drama in un solo episodio/speciale/breve | Kim Young-ok  | Vincitore/trice |
| 2015 | KBS Drama Awards                                     | Miglior attrice in un drama in un solo episodio/speciale/breve | Cho Soo-hyang | Candidato/a     |
| 2015 | KBS Drama Awards                                     | Miglior giovane attore                                         | Seo Young-joo | Candidato/a     |
| 2015 | Golden Rooster & Hundred Flowers Film Festival       | Miglior film straniero                                         | Nun-gil       | Vincitore/trice |
| 2015 | Golden Rooster & Hundred Flowers Film Festival       | Miglior attrice straniera                                      | Kim Sae-ron   | Vincitore/trice |
| 2016 | Banff World Media Festival                           | Miglior film televisivo                                        | Nun-gil       | Vincitore/trice |
| 2016 | Annual WorldFest-Houston International Film Festival | Premio speciale della giuria (speciale televisivo drammatico)  | Nun-gil       | Vincitore/trice |
| 2016 | Korea Producer and Director Awards                   | Miglior drama                                                  | Nun-gil       | Vincitore/trice |